# Ligne 24 du tramway de Prague
Pour les articles homonymes, voir Ligne 24.
La ligne 24 du tramway de Prague est une ligne de tramway  qui relie Kubánské náměstí à Ortenovo náměstí.

## Tracé et stations
La ligne 24 relie Kubánské náměstí (à l'Est de la ville) à Ortenovo náměstí (au Nord). Les rames poursuivent leur route jusque Sídliště Barrandov, en tant que ligne 14.

### Les stations
|  |   |  | Stations                                       | Districts municipaux desservis                 | Correspondances   |
|  | - |  | ---------------------------------------------- | ---------------------------------------------- | ----------------- |
|  | o |  | Kubánské náměstí                               | Prague 10                                      | 7 22              |
|  | o |  | Slavia                                         | Prague 10                                      | 7 22              |
|  | o |  | Koh-i-noor                                     | Prague 10                                      | 7 22              |
|  | o |  | Bohemians                                      | Prague 10                                      | 7 22              |
|  | o |  | Nádraží Vršovice                               | Prague 10                                      | 7 22              |
|  | o |  | Otakarova                                      | Prague 10                                      | 7 13 22           |
|  | o |  | Divadlo Na Fidlovačce                          | Prague 10                                      | 6 7 18            |
|  | o |  | Svatoplukova                                   | Prague 2                                       | 6 7 18            |
|  | o |  | Ostrčilovo náměstí                             | Prague 2                                       | 6 7 18            |
|  | o |  | Albertov                                       | Prague 2                                       | 6 7 18            |
|  | o |  | Botanická zahrada                              | Prague 2                                       | 6 18              |
|  | ↑ |  | Moráň                                          | Prague 2                                       | 3 4 6 10 16 18 22 |
|  | o |  | Karlovo náměstí                                | Prague 2                                       | 3 4 6 10 16 18 22 |
|  | o |  | Lazarská                                       | Prague 1                                       | 3 9 14            |
|  | o |  | Vodičkova                                      | Prague 1                                       | 3 9 14            |
|  | o |  | Václavské náměstí                              | Prague 1                                       | 3 9 14            |
|  | o |  | Jindřišská                                     | Prague 1                                       | 3 9 14            |
|  | o |  | Masarykovo nádraží                             | Prague 1                                       | 3 5 14 26         |
|  | o |  | Náměstí Republiky                              | Prague 1                                       | 5 8 26            |
|  | o |  | Dlouhá třída                                   | Prague 1                                       | 5 8 26            |
|  | ↑ |  | Nábřeží Kapitána Jaroše                        | Prague 7                                       | 8 17 26           |
|  | o |  | Strossmayerovo náměstí                         | Prague 7                                       | 1 8 12 17 25 26   |
|  | o |  | Veletržní palác                                | Prague 7                                       | 12 17             |
|  | o |  | Výstaviště Holešovice                          | Prague 7                                       | 12 17             |
|  | o |  | Nádraží Holešovice                             | Prague 7                                       | 12 17             |
|  | o |  | Ortenovo náměstí                               | Prague 7                                       | 12 14             |
|  | ↓ |  | Vers Sídliště Barrandov, en tant que ligne 14. | Vers Sídliště Barrandov, en tant que ligne 14. |                   |

## Exploitation de la ligne
La ligne 24 est exploitée par Dopravní podnik hlavního města Prahy, la société des transports publics de la ville de Prague. Les rames poursuivent leur route au-delà de Ortenovo náměstí, jusque Sídliště Barrandov, en tant que ligne 14.
Les arrêts Moráň et Nábřeží Kapitána Jaroše ne sont desservis qu'en direction de Kubánské náměstí.